# 放課後は白銀の調べ
『放課後は白銀の調べ』（ほうかごはぎんのしらべ）は、2008年2月28日にディンプルより発売されたPlayStation 2用恋愛アドベンチャーゲーム。乙女ゲームにも該当する。

## 概要
当初は1月31日発売予定だったが、諸般の事情から2月28日に延期となった。通常版と、特典ドラマCD『Happy birthday to you!!』および設定資料集の付属する初回限定版がある。なお、予約特典はショップ、メーカー合わせて8種類。また、パソコンゲームへの移植版『放課後は白銀の調べ〜急急如律令〜』（対応OSはWindows XP/Windows Vista）が2008年11月28日に発売された。

## ストーリー
主人公、神楽坂要は退魔師の家系である神楽坂家の娘。幼い頃から家の仕事について行ったり、時には手伝ったりしたため、半人前ながら中々の腕前に成長した。学校生活を送る一方で修行に打ち込む要に、神楽坂家現当主の祖父が話を持ち出す。ある高校から、怪異を解決してほしい、と依頼が入ったとのこと。孫に引き受けさせるべく準備まで進めていた祖父に促され、要は渋々頷いた。だが、気持ちを切り替えて依頼のあった転入先の高校のパンフレットを読み、そこが男子校だと気付いて驚く。祖父に言っても、短期間だから大丈夫、と聞く耳を持たず、要に出来るのは大きな溜息を吐き、肩を落とすことだけ。数日後、早々に終わらせる、との強い決意を胸に、要は校門を潜った。

## 登場人物

### 生徒
神楽坂 要（かぐらざか かなめ）※名前変更不可
声：なし
主人公兼プレイヤーキャラクター。誕生日は8月15日（獅子座）、身長158cm、血液型O型。青領舘高校の2年A組に転入する。転入当初は自分で突っ込むほどぼろが出ていたが、数日で男子校の雰囲気に慣れ、会話中におろおろすることもなくなった。退魔師としては見習いで、古流剣術や陰陽道に通ずる知識は幼い頃から祖父に叩き込まれているものの、符術は苦手。クラスメイトの兵頭十馬と和泉悠斗の熱烈な、あるいは身体を張った勧誘に負け、剣道部に入部することになる。退魔用として竹刀に模して作られた真剣を学校に持参。人懐こく、どんなことにも物怖じしない明るい性格の一方で、喧嘩っ早い。鍛えているからか喧嘩も強く、作中で十馬を保健室送りにするイベントも存在する。要、十馬、悠斗が揃った状態は、安倍に「3バカ」と命名される。興奮すると授業中にシャーペンを折ることもある。普段はさらしを巻いて胸を隠しているが貧乳である。苦手な教科は美術。
兵頭 十馬（ひょうどう とうま）
声：谷山紀章
青領舘高校2年A組。誕生日は4月18日（牡羊座）、身長181cm、血液型A型。趣味は自転車。がっちりした身体と模様の入ったバリカンアートの坊主頭が特徴。要とは転入前にも一度会っており、乱闘を繰り広げている。要の腕っ節に惚れ込み、熱心にしつこく剣道部への勧誘を繰り返す。クラスのムードメーカー的存在で、最初に騒ぎ出しては担任の安倍に叱られる人物。運動は得意。ただし、部活でやっている剣道だけは苦手。因みに、頭もあまりよくない。面倒見がよく頼れる兄貴肌。大食漢で底なしの胃袋の持ち主で、食事は「質より量」派。
和泉 悠斗（いずみ ゆうと）
声：柿原徹也
青領舘高校2年A組。誕生日は2月15日（水瓶座）、身長161cm、血液型AB型。趣味はスケボー。小柄で可愛らしい容姿と金髪が特徴。外見と裏腹に口が悪く、教師の安倍にも荒い口調で接することが多い。要も例外ではなく、初対面から目の敵にされている。身長の低さをとても気にしており、なんとかして伸ばそうと牛乳を飲んでは腹を下し、学校を欠席している。剣道部に所属。体格が影響してか、体力や腕力が低い（要と勝負すれば要が勝つ）。牛乳が苦手。
御代 天也（みしろ たかや）
声：檜山修之
青領舘高校2年F組で生徒会長も務める。誕生日は6月6日（双子座）、身長175cm、血液型A型。趣味はボトルシップ作成。校内では珍しくきっちりと着た制服と眼鏡が特徴。外見通りのクールな性格で、きつい口調と近寄り難い雰囲気を持つ。要とは選択授業が一緒でよく隣同士に座る。漣にはなぜか懐かれており、体育の授業などで一緒にいる姿が描かれたり、会話で出たりする。十馬とは少なからず因縁があるようで、たびたびイベントで仄めかされる。
葛葉 漣（くずのは れん）
声：宮田幸季
青領舘高校2年E組。誕生日は7月9日（蟹座）、身長178cm、血液型AB型。趣味はアクセサリー作り。女性的な美貌と銀髪碧眼が特徴。要のことを「子猫ちゃん」や「子鹿ちゃん」、稀に「子ウサギちゃん」などの名前で呼び、よくちょっかいをかけてくる。十馬曰く「男でも女でも自分の好みなら関係ない」らしい。ちなみに悠斗も要も好みの範疇。好み云々ではないが、御代や十馬のことも気に入っている。かなり嗅覚が良く、部屋に漂うシャンプーの香りを言い当てられる。

### 教員
安倍 忠義（あべ ただよし）
声：伊藤健太郎
青領舘高校2年E組担任で古典・日本史を担当。誕生日は6月4日（双子座）、身長184cm、血液型O型。趣味はフェレット飼育。高い背と無精髭の格好が特徴。事故で入院した教員の代わりに春から赴任してきた人物。普段からやる気が見られない姿勢と外見から、教員間の評判はあまりよくない。が、不平を言う割には意外と面倒見がいい、と生徒からは慕われている。手加減はしているものの実力行使に出るのが早く、手段は主に拳骨とチョーク投げ。特にチョークは高い命中率を誇る。主な被害者は、自業自得だが十馬。ほとんど職員室に立ち寄らず、社会科準備室にこもっていることが多い。
日下 綾乃（くさか あやの）
声：豊口めぐみ
青領舘高校養護教諭。誕生日は12月19日（射手座）、身長161cm、血液型A型。趣味はアンティークショッピング。緩く大きめに編まれた三つ編みと校内にハーレムを築くほどの美貌が特徴。表向きは養護教諭だが、実は神楽坂家の「草」と呼ばれる隠密の1人で、要のサポートならびにお目付け役。要との関係は主従というよりも姉妹に近い。普段は砕けた口調で話すが、仕事の話題では敬語になる。

## スタッフ
- 企画・製作：dimple
- シナリオ：codeX
- 原画：スギハラ トモキ、ミタ マイ

## 関連商品

### ドラマCD
- 放課後は白銀の調べ 外伝〜放課後奇聞録〜

### キャラクターソングCD
- 放課後は白銀の調べ 〜翡翠の調べ〜 兵頭十馬
- 放課後は白銀の調べ 〜琥珀の調べ〜 和泉悠斗
- 放課後は白銀の調べ 〜瑠璃の調べ〜 御代天也
- 放課後は白銀の調べ 〜水晶の調べ〜 葛葉漣
- 放課後は白銀の調べ 〜瑪瑙の調べ〜 安倍忠義
- 放課後は白銀の調べ 〜白銀の旋律〜

### 書籍
- 放課後は白銀の調べ 公式ビジュアルファンブック ISBN 4757741286
- 放課後は白銀の調べ～番外編 青領舘高等学校体育祭～（携帯サイト「コミック堂書店」配信[1][2]（電子書籍）、漫画：羽田共見）※配信終了